# محمد قلعه جي
محمد ربيع قلعه جي (مواليد عام 1981 في حلب) اقتصادي وسياسي سوري شغل منصب وزير الاقتصاد والتجارة الخارجية في حكومة محمد غازي الجلالي منذ 23 أيلول 2024 إلى 10 كانون الأول 2024 بعد يومين من سقوط نظام الأسد.
حاصل على درجة الدكتوراه في المحاسبة من كلية الاقتصاد بجامعة حلب عام 2012 تخصص معايير محاسبة دولية وأزمات مالية ومصرفية، وحاصل على ماجستير في المحاسبة من كلية الاقتصاد بجامعة حلب عام 2008، وخريج كلية الاقتصاد قسم محاسبة بالجامعة عام 2003. انتخب عضواً في مجلس الشعب للدورين التشريعيين الثاني والثالث.
عضو هيئة تدريسية في كلية الاقتصاد لجامعة حلب.مستشار اقتصادي في غرفة تجارة حلب، وعضو اللجنة الاستشارية في غرفة صناعة حلب، ومدير التخطيط والإحصاء في جامعة حلب من 2011 حتى 2016.
حاضر في العديد من المدارس والمعاهد وورشات العمل، وشارك في تأليف العديد من الكتب، وله عدد من الأبحاث المنشورة داخل سورية وخارجها.